# Liste de mets à base de fromage

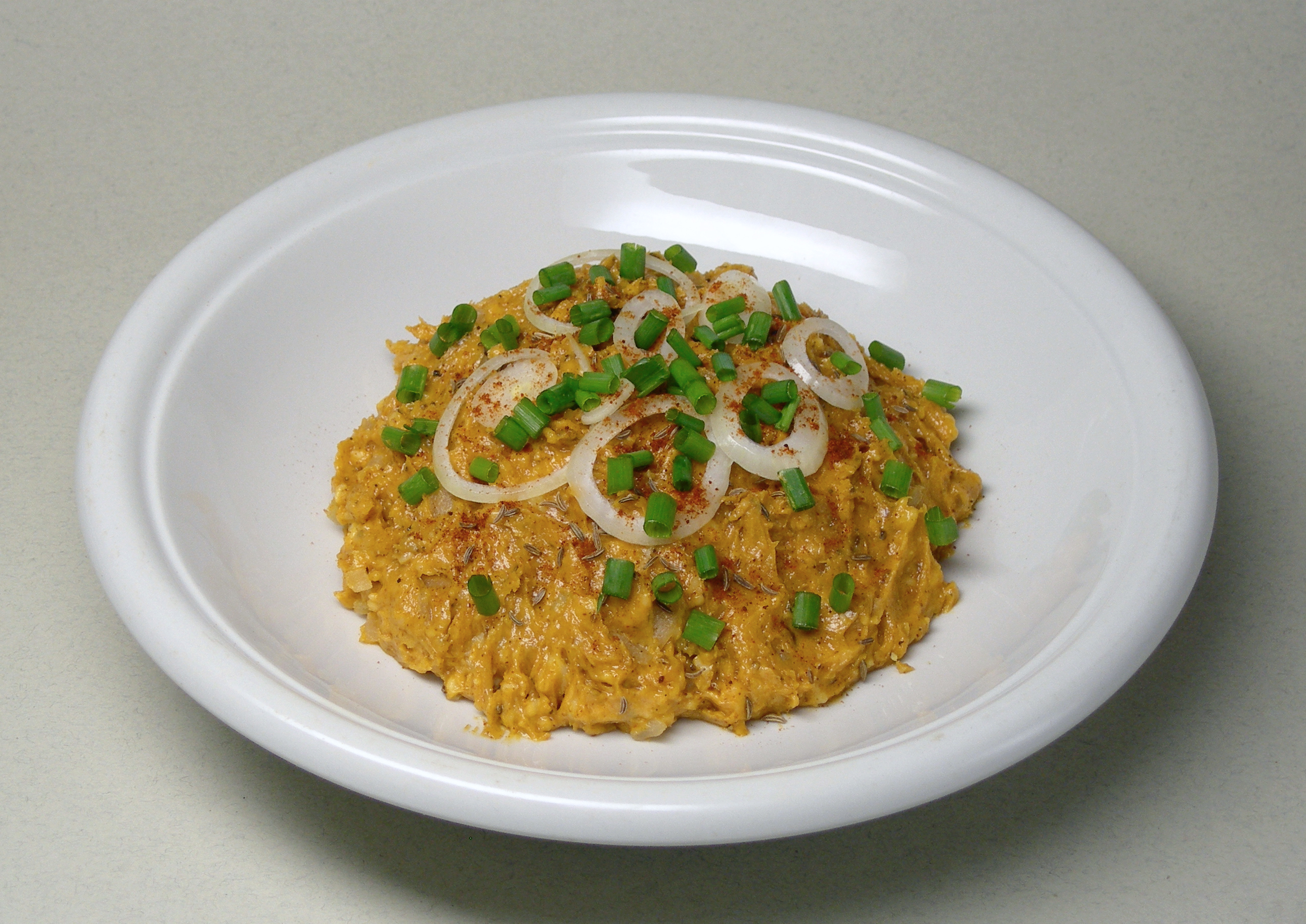
Obatzter.

De très nombreux mets à base de fromage sont préparés dans diverses cultures.

## Allemagne
- Obatzda

## Asie du Sud
- Barfi

## États-Unis
- Breakfast sandwich
- Cheeseburger
- Cheesecake
- Cheese crisp de l'Arizona
- Cheesesteak de Philadelphie
- Chile con queso
- Frites au fromage (cheese fries)
- Grilled cheese
- Jucy/Juicy Lucy
- Macaroni au fromage
- Nachos

## Europe de l'Est
- Kohuke

## France
- Aligot
- Berthoud
- Cervelle de canut
- Croque-monsieur
- Flaune
- Fondue savoyarde
- Gougère
- Gratin savoyard
- Mont d'Or chaud
- Mozzarella sticks
- Poulet à la cancoillotte
- Poulet à la comtoise
- Raclette comtoise
- Sauce Mornay
- Tourteau fromagé
- Truffade

## Géorgie
- Khatchapouri

## îles Canaries
- Almogrote

## Île Maurice, La Réunion
- Gratin chouchou
- Gratin de palmiste

## Inde
- Gujia
- Gulab jamun

## Italie
- Calzone
- Frico
- Lasagnes
- Moretum
- Parmigiana
- Pâtes à la carbonara

## Malte
- Pastizz

## Russie
- Paskha

## Slovaquie
- Bryndzové halušky
- Liptauer

## Suède
- Ostkaka

## Suisse
- Croûte au fromage
- Fondue
  - Fondue fribourgeoise
  - Fondue moitié-moitié
- Malakoff
- Raclette